# 2000年度TVB8金曲榜頒獎典禮得獎名單
2000年度TVB8金曲榜頒獎典禮

## 得獎名單

### TVB8金曲榜金曲獎
- 動起來 - 郭富城
- 我為你傷心 - 蘇永康
- 永遠的第一天 - 王力宏
- 愛一天多一天 - 陳曉東
- 難得好天氣 - 許茹芸
- 星語心願 - 張栢芝
- 心藍 - 盧巧音
- 我不後悔 - 田　震
- 每當你流淚 - 許志安
- 新鮮 - 梁詠琪
- 愛你愛的 - 陳慧琳
- 女孩兒與四重奏 - 丁　薇
- 炫耀 - 陳潔儀
- 傷心1999 - 王　傑
- 走綱索的人 - 李　泉

### TVB8金曲榜最佳新人獎
- 金獎：孫燕姿
- 銀獎：蔡依林
- 銅獎：蕭亞軒

### TVB8金曲榜最佳作曲獎
- 女孩兒與四重奏 - 丁　薇

### TVB8金曲榜最佳作詞獎
- 至少還有你 - 林　夕

### TVB8金曲榜最佳編曲獎
- 走綱索的人 - 李　泉

### TVB8金曲榜最佳歌曲監製獎
- 愛你一萬年 - 陳德建

### TVB8金曲榜最佳音樂錄影帶獎
- 愛情大魔咒 - 趙薇
- She Knows - 林曉培
- 愛不留 - 張信哲

### TVB8金曲榜最佳組合獎
- 動力火車

### TVB8金曲榜最佳合唱歌曲獎
- 有心 - 蘇永康、田　震

### TVB8金曲榜人氣男歌手獎
- 王力宏

### TVB8金曲榜人氣女歌手獎
- 張栢芝

### TVB8金曲榜最受歡迎男歌手獎
- 郭富城

### TVB8金曲榜最受歡迎女歌手獎
- 陳慧琳

### TVB8金曲榜金曲金獎
- 動起來 - 郭富城